# Altes Schloss Bensberg
Das Alte Schloss Bensberg, auch Burg Bensberg genannt, ist eine mittelalterliche Burganlage im Stadtteil Bensberg von Bergisch Gladbach im Rheinisch-Bergischen Kreis in Nordrhein-Westfalen. In den Jahren 1962–1972 wurde es nach den Plänen des Architekten Gottfried Böhm zum Bensberger Rathaus ausgebaut.

## Geschichte

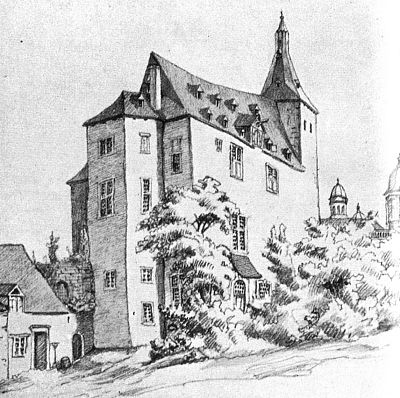
Nordostseite der Burg Bensberg, Ansicht von 1826

Nach den Ausgrabungsergebnissen bzw. den archäologischen Befunden früherer Jahre müssen die ersten Bauten der Burg Bensberg aus der Stauferzeit im 12. Jahrhundert oder noch früher stammen. Urkundlich gesicherte Nachweise fehlen weitgehend bis zum 13. Jahrhundert. Die wenigen vorhandenen Unterlagen sind widersprüchlich, zudem handelt es sich dabei teilweise um Fälschungen. Die erste schriftliche Erwähnung für Bensberg findet sich im Jahr 1138/39 in einer Urkunde von Erzbischof Arnold I. von Köln, in der Wicherus de Benesbure in der Reihe der Zeugen aufgeführt wird. Darin geht es um die Schenkung eines Gutes zu Braubach an das Kloster Siegburg. In Ermangelung anderer Quellen ist zu vermuten, dass die Burg Bensberg zu dieser Zeit im Besitz des Thüringer Landgrafen Ludwig I. war.
Nach einer älteren Veröffentlichung soll bereits Engelbert I. von Berg um 1170 Raubritter, die die Burganlage benutzten, vertrieben und für die Grafschaft Berg in Besitz genommen haben. Deren bergischer Burgvogt Curt von Arloff verteidigte 1198 die Burg gegen böhmische Landsknechte, die im Rahmen des Kronstreites zwischen Philipp von Schwaben und Otto IV. im Rheinland umherzogen und plünderten. 1218 wurde von Graf Adolf III. von Berg und von dessen Bruder Erzbischof Engelbert I. eine Urkunde ausgestellt. In dieser wird der Abtei Knechtsteden das Patronat für Rommerskirchen geschenkt. Im Text der Urkunde wurde „Acta sunt hec apud Bensbure“ angeführt. Zu diesem Zeitpunkt Anfang des 13. Jahrhunderts wurde damit die Burg Bensberg bereits zeitweilig als Verwaltungssitz sowohl vom Erzbischof Engelbert I. wie auch den Grafen von Berg benutzt.
Diese letzten Daten stehen im Widerspruch zu einem neueren Nachweis, nach der der erste Besitz der Burg in bergischer Hand erst für das Jahr 1247 belegbar sein soll. Allerdings wird jedoch auch nach diesen neueren Quellen angenommen, dass die Grafen von Berg bereits Ende des 12. Jahrhunderts über die Landgrafen von Thüringen bereits Zugriff auf die Alte Burg erlangt hatten.
Zwischen 1202 und 1238 erscheint mehrfach Engelbert von Bensberg in den Quellen, der offensichtlich der bergischen Ministerialität oder Ritterschaft angehörte. Es handelt sich hierbei um Vater und Sohn, die beide das Amt des Truchsessen ausgeübt hatten. Ein Nachweis über die Burg in Bensberg stammt aus der Chronica regia Coloniensis, in der von einer erfolglosen Belagerung im Jahr 1230 berichtet wird.
Die nach einem weiteren älteren Nachweis erfolgte Zerstörung der Burg von 1225 von Kölner Söldnern ist vermutlich eine Falschinformation. Dies betrifft damit auch den Wiederaufbau durch Herzog Heinrich IV. von Limburg, der zu dieser Zeit auch Graf von Berg war. Ein eindeutiger Nachweis für die Burg Bensberg ist eine Urkunde vom 16. Juni 1247. Diese Urkunde betrifft einen Vergleich zwischen der Mutter Irmgard von Berg und ihren Sohn Adolf IV. von Berg über die Aufteilung der Grafschaft Berg. Während die Mutter die Schlösser Burg und Angermund zur Nutzung erhält, werden Adolf die Schlösser Windeck und Bensberg zugeteilt. Es folgt ein Nachweis für 1255. In diesem Jahr weilten die Gäste, die zur Grundsteinlegung des Altenberger Domes gekommen waren, in der Burg Bensbure als Quartier. Um 1296 soll der Ritter Hunekin von Bensbure Burgvogt gewesen sein. Dieser war ein Rath des Grafen Wilhelm I. von Berg.
Die Bensberger Burg war von Beginn an als Wehrburg  gebaut worden. Zusammen mit einer Ringmauer hatte man bereits im 12. Jahrhundert im südöstlichen und südlichen Teil einen Burggraben angelegt, der von einer Quelle im Osten gespeist wurde. Um in den Innenraum zu gelangen, musste man eine Zugbrücke passieren, die als einfache Brücke noch bis in die 1960er Jahre vorhanden war, wie man auf dem Foto von 1902 sehen kann. Insofern handelte es sich um eine halbe Wasserburg.

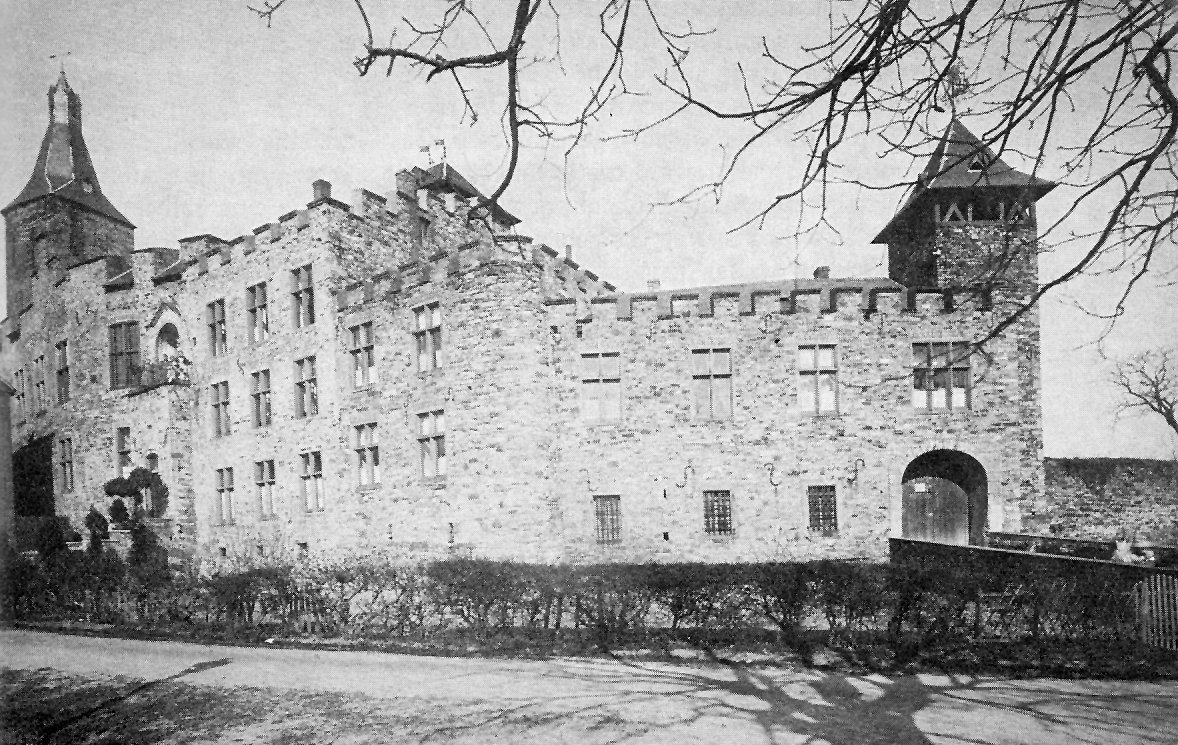
Altes Schloss Bensberg aus südwestlicher Sicht 1902

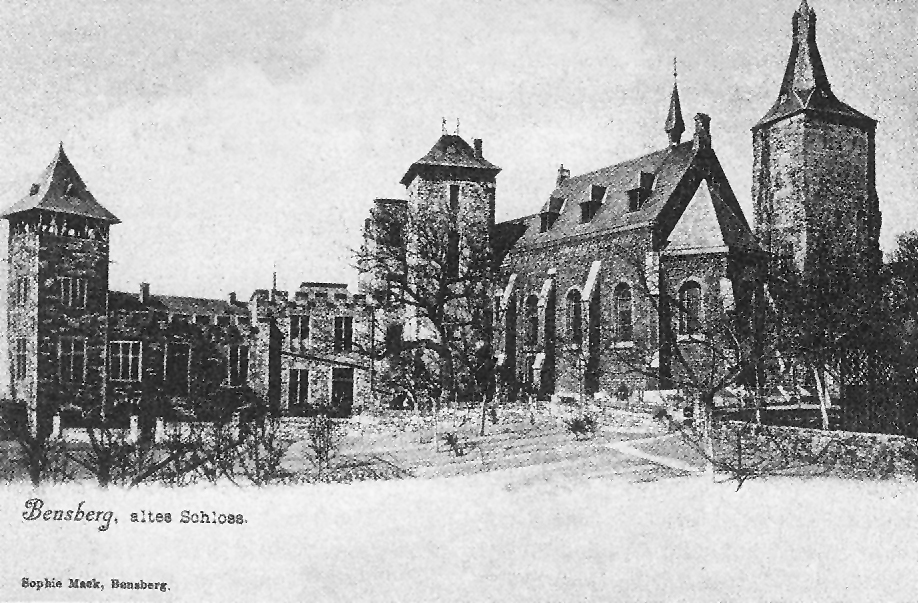
Altes Schloss Bensberg, Innenhof mit der Kapelle des katholischen Krankenhauses 1904

Die Entwicklung der Feuerwaffen am Ende des 14. Jahrhunderts führte dazu, dass die Burg mehr und mehr zu Wohnzwecken ausgebaut wurde. Seit dem Jahr 1413 sprach man nicht mehr von der Burg, sondern vom Schloss  und Haus sowie vom Hof Bensberg. Die Erweiterung der Burgverwaltung zur Amtsverwaltung bescherte der Burg durch die neue Bergische Ämterverfassung vermehrte öffentliche Aufgaben. Der Burgvorsteher war nicht mehr ritterlicher Burgmann, sondern übernahm jetzt Verwaltungstätigkeiten in Bensberg und hatte dabei den Titel Amtsschultheiß. Sodann hatte der Amtmann des Amtes Porz seinen Wohnsitz auf der Burg in Bensberg. 1446 wurden Schloss, Amt und Kellnerei in Bensberg zusammen erwähnt. Ein Jahr später wurden die Kellnerei Bensberg und die Amtmannschaft Porz getrennt geführt. Gleichzeitig sprach man aber auch vom Amt Porz-Bensberg, weil der Amtmann auf Burg Bensberg saß.
Die Beschädigungen im Dreißigjährigen Krieg führten zu einem langsamen Zerfall der Anlage. Seitdem der Kurfürst Jan Wellem ab 1706 das neue Schloss Bensberg errichtete, wurde das Alte Schloss Bensberg bedeutungslos. 1793/1794, während des Ersten Koalitionskrieges gegen die Truppen der revolutionären Franzosen, wurden Räume in der Burg als Spital für kaiserliche Truppen benutzt. 1859 entstand in der Burganlage ein Kloster, 1897 ein katholisches Krankenhaus, das bis in die 1950er Jahre in Betrieb war. Im Jahr 1962 beschloss der Rat der damaligen Stadt Bensberg, die Anlage als neues Rathaus umzubauen.

## Umbau zum Bensberger Rathaus

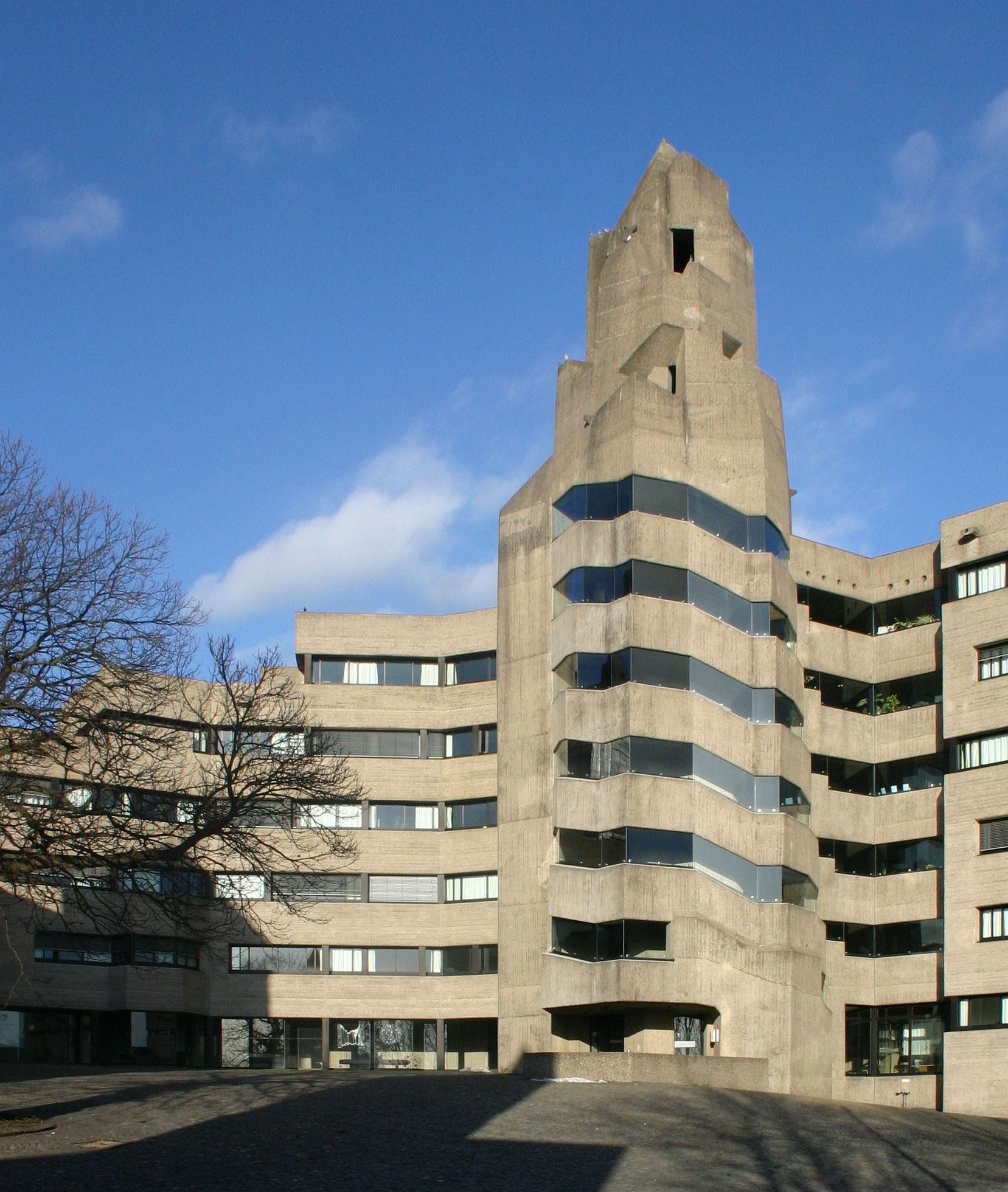
Rathaus Bensberg, Blick auf Treppenturm

Ende der 1950er Jahre wuchs in Bensberg der Wunsch nach einem neuen und zweckmäßigen Rathausgebäude. Die Wahl des Standortes fiel auf das Alte Schloss Bensberg. Zunächst wurden eine Bestandsaufnahme und die Sicherung der vorhandenen Burgreste durchgeführt. Die aus der Zeit vor 1850 stammenden Bauteile wurden in die Planung einbezogen. Dazu gehörten der aus dem 12. Jahrhundert stammende fünfeckige Bergfried, der Engelbertturm, die dazwischen liegende Außenmauer, die ehemaligen Burgportale, ein Gewölbekeller sowie ein weiterer kleinerer Turm. Diese Elemente bildeten gemeinsam mit der alten Burgmauer in ihrer ringförmigen Anordnung die Grundfläche der Neubebauung.
Eine Integration der alten Burgreste und der damit verknüpften Verbindung zwischen Geschichte und Gegenwart wurde Bestandteil der Ausschreibung, die zugunsten eines Entwurfes des Architektenbüros Gottfried Böhm ausfiel. Ausschlaggebend war dabei auch die Abkehr des Böhmschen Modells von der Eintönigkeit der Architektur der 1960er Jahre.
Das Preisgericht sah in dem Entwurf Böhms eine künstlerische Antwort auf die gestellte städtebauliche Aufgabe. Hervorgehoben wurde die Marktplatzkonzeption nebst der Kontrapunkte Treppenturm und kleiner Innenhof. Im Innenbereich erlaube das Konzept der zusammenhängenden Flure mit angehängten Räumen eine markante Orientierung, welche eine zentrale Halle verzichtbar mache.

### Reaktionen

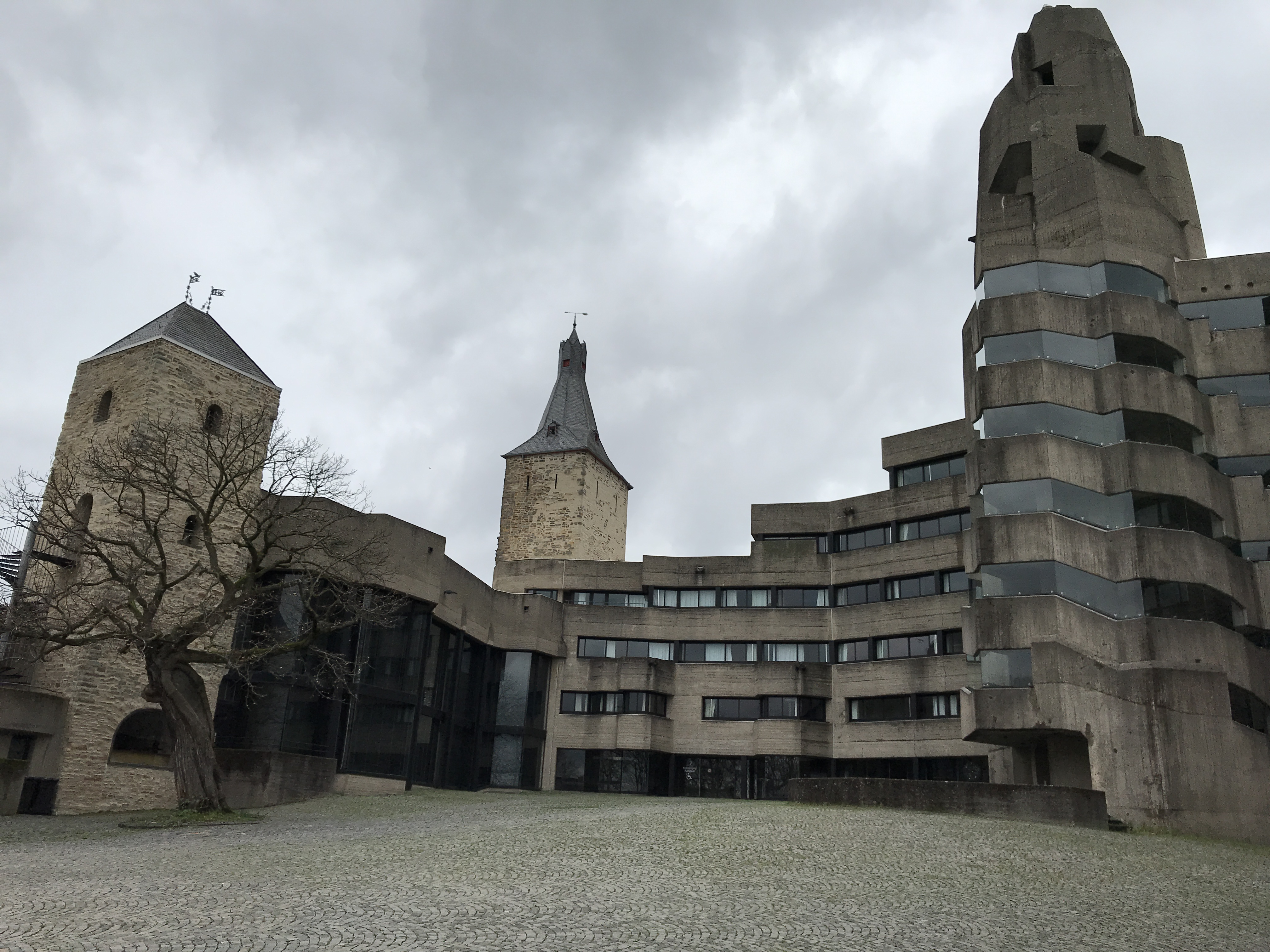
Innenhof alt und neu.

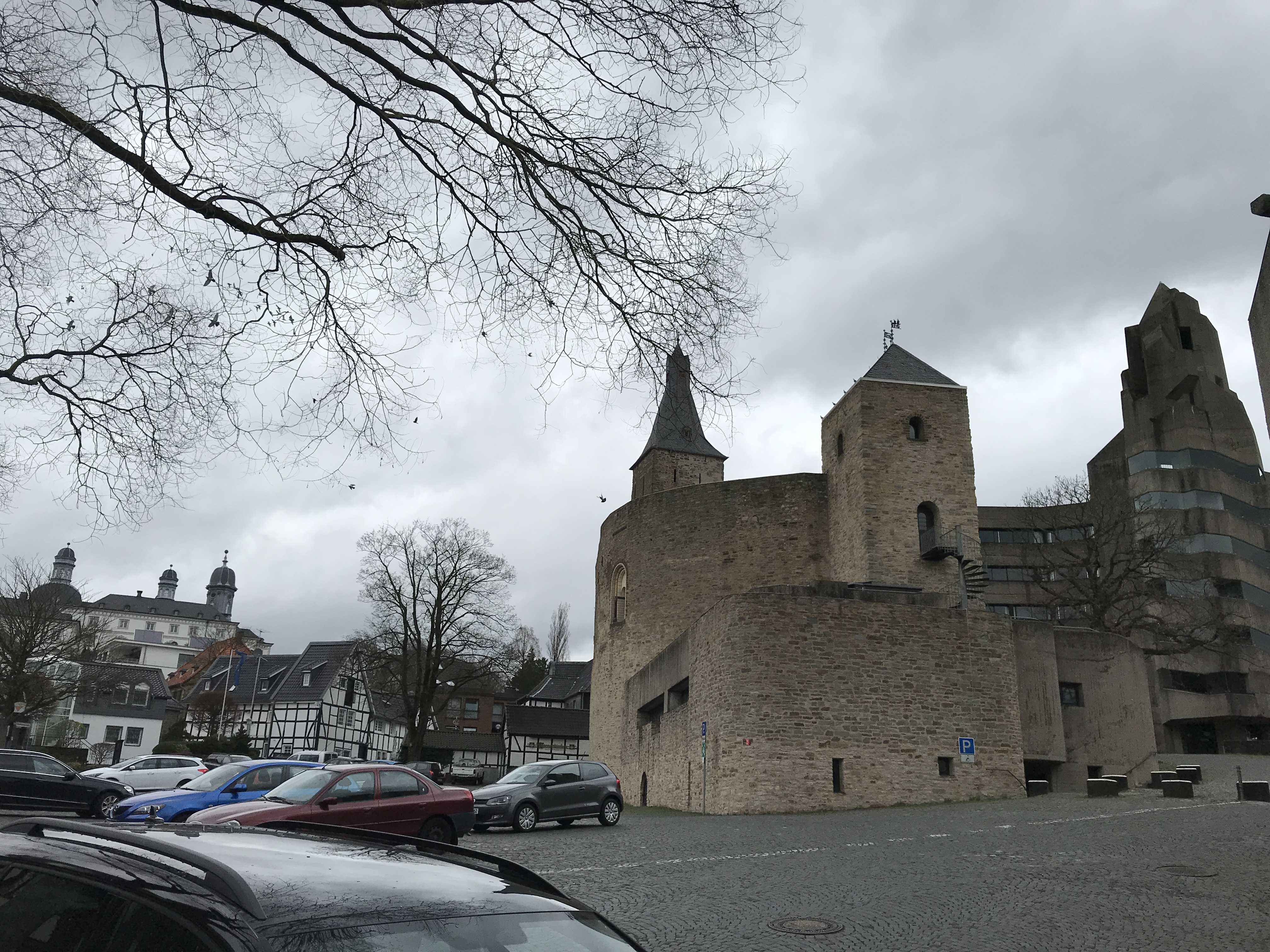
Rathausvorplatz mit Altstadt.

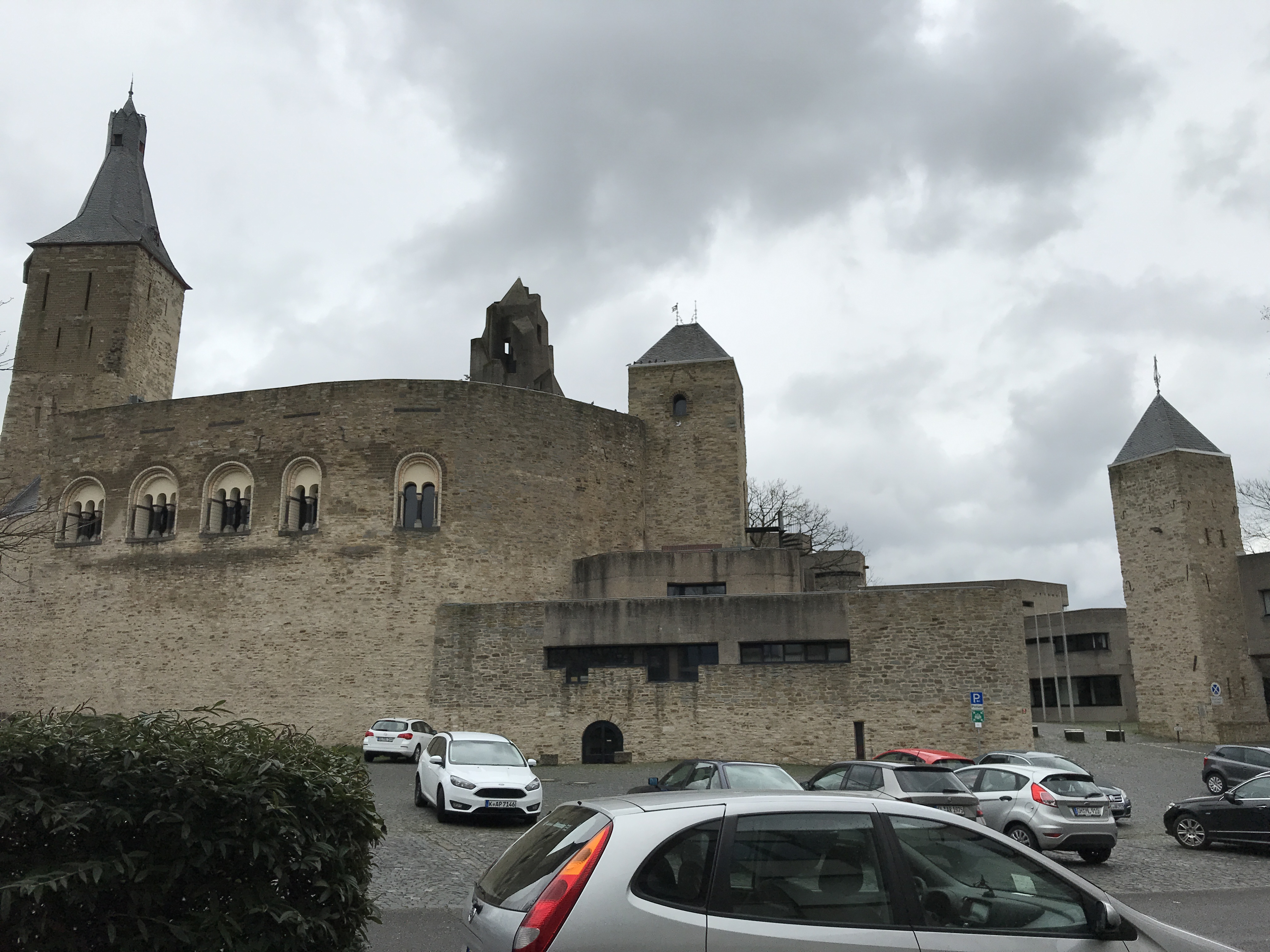
Außenmauer alt und neu.

Das Gebäude polarisierte anfänglich sehr stark. Die FAZ sah in ihm eine begehbare Plastik, der Kunsthistoriker Jürgen Paul den kristallinisch gefrorenen Barock, in dem die hochgespannten Visionen des Expressionismus wiederauferstehen. Der Bau wird auch dem Brutalismus zugeordnet.
Auch international wurde der Bau wahrgenommen: Die Londoner Times berichtete in Wort und Bild über die ungewöhnliche Form, die Hongkonger China Mail über die Zementburg und das Genueser Blatt „Il Nuovo Cittadino“ erkannte das modernste Rathaus Deutschlands.
Auf der anderen Seite erschrak der Bensberger Bürgermeister Müller-Frank nach Abnahme des Gerüstes und assoziierte den Turm mit einem zerschossenen Minarett. Zahllose Protestschreiben an Zeitungen und Ratsherren wünschten das Schießschartenungeheuer auf den Mond geschossen. Der damalige Bundesinnenminister Paul Lücke – Anrainer des Rathauses – empfahl seinen Mitbewohnern mit dem Beamtenbunker zu leben. Im Volksmund hatte der zackige Betonturm schon bald den Namen Aapefelse (Affenfelsen).

## Umsetzung
Um einen nach Süden abfallenden Platz herum verschmelzen heute die Reste der Burganlage mit dem von Böhm in Sichtbeton gestalteten Rathausbau. Von Außen betrachtet fällt zunächst die hohe Ringmauer mit ihren ehemals vermauerten zwei- und dreibogigen Fenstern aus dem frühen 13. Jahrhundert auf, die eine Fortsetzung aus Beton erfährt. Der Zutritt zu dem Rathausplatz erfolgt durch den Bereich zwischen den beiden Türmen.
Im linken Bereich des Innenhofes befindet sich der Ratssaal, dessen Rückwand aus den Resten des alten Ringwalls besteht, und dessen Innenhofseite mit einer von der Decke bis zum Boden reichenden Verglasung gestaltet wurde. Der Ringform folgend steigert das Gebäude seine Geschosszahl bis zum Treppenturm, der durch seine skulpturale Erscheinung das markanteste Element des Rathauses darstellt und zu dessen Fuße sich der Haupteingang befindet.
Rechts vom Treppenturm aus reduziert sich die Etagenzahl wieder der Hofkontur folgend von fünf auf ein Geschoss und endet vor dem rechten der beiden Türme am Ausgangspunkt. Mit diesem verschmolzen erfolgt noch eine kleinere Fortsetzung der Bebauung außerhalb des Innenhofes in Form einer Hausmeisterwohnung und weiteren Nebenräumen.
Auf der Rückseite des Gebäudekomplexes befindet sich hinter dem rechten Flügel ein kleinerer Treppenaufgang, der – wie der Treppenturm – durch eine unterbrechungsfreie Verglasung in Außenrichtung einen permanenten Blick beim Begehen der Treppe ermöglicht. Anders als im Treppenturm, dessen Verglasung mit der Fassade bündig ausgeführt ist, sind die Fenster hier – wie im gesamten Rest des Gebäudekomplexes – hinter die Fassade versetzt. Auch sind die Glasflächen – anders als im Treppenturm – aus rechtwinklig geformten und montierten Glaselementen gestaltet. So wird dem Betrachter der Eindruck suggeriert, die Glaselemente hätten die Last der wuchtigen Betonelemente zu tragen. Die Flachdächer sind aus gefalztem Zinkblech erstellt, die Wasserableitung erfolgt u. a. über zahlreiche Wasserspeier.
Der Innenbereich des Gebäudes wird durch die Ästhetik des Sichtbetons geprägt, aus dem sämtliche Wände und Decken bestehen. Innerhalb der Betonelemente befinden sich verschiedene Öffnungen und Nischen. Die Decken im Bereich der Gänge zu den Amtsräumen sind mit hellbraunen, matten Holzpanelen verblendet. Alle Böden und Treppen bestehen ausnahmslos aus roten Ziegelsteinen. In dieser Kombination entwickelt das Gebäude eine fast sakrale Atmosphäre.
Das Erdgeschoss ist auf der Länge zwischen Ratssaal und Treppenturm vom Innenhof ausschließlich durch vollflächige Glaselemente getrennt. Diese Front ist mit mehreren an Ausluchten erinnernde Elementen versehen, die bis zum zweiten Obergeschoss ragen.
Der Treppenturm bietet einen besonderen Effekt: Durch die dem Lauf der Wendeltreppe spiralförmig folgende, rahmenlose Verglasung kann der Benutzer während des Begehens der Treppe einen permanenten Blick auf die von Etage zu Etage besser werdende Sicht in Richtung Kölner Bucht erleben.
Auch die Beleuchtung des Gebäudes ist unveränderbarer Bestandteil der Architektur. In der Betondecke befinden sich flächig verteilt und im Randbereich der Treppen kleine Einbuchtungen, die aus spitzem Winkel betrachtet kaum sichtbar – mit kleinen kugelförmigen Glühlampen bestückt sind. Im Bereich der Gänge zu den Amtsräumen besteht die Beleuchtung aus oberhalb der Türen in der Holzdecke eingelassenen Leuchtstoffröhren.

## Heutige Nutzung
Bis zur Zusammenlegung der beiden ehemaligen Städte Bergisch Gladbach und Bensberg zu einer Stadt im Jahre 1975 befand sich im Rathaus die Stadtverwaltung der Stadt Bensberg. Nach der kommunalen Neugliederung wurde die Stadtverwaltung in andere Gebäude in Bergisch Gladbach ausgegliedert. Im Bensberger Rathaus befindet sich heute das technische Dezernat der Stadtverwaltung. Auch finden hier Tagungen des Rates und der Ausschüsse statt. Ferner werden der Rathaussaal sowie der Innenhof für Konzerte und Veranstaltungen unterschiedlichster Art genutzt.

## Baudenkmal
Das alte Schloss ist unter Nr. 19 als Baudenkmal in die Liste der Baudenkmäler in Bergisch Gladbach eingetragen.

## Bildergalerie

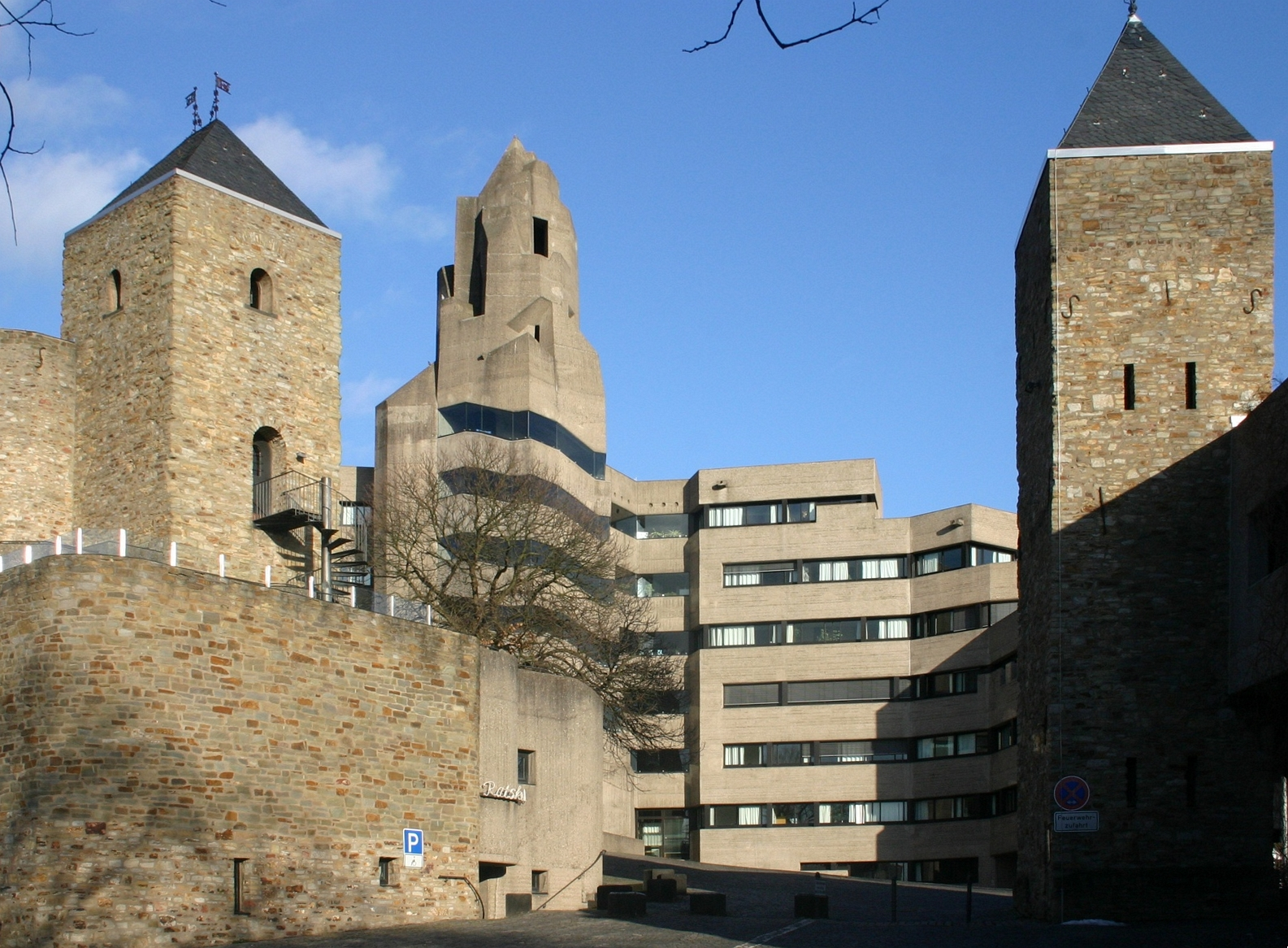
Blick aus Richtung Hauptzugang
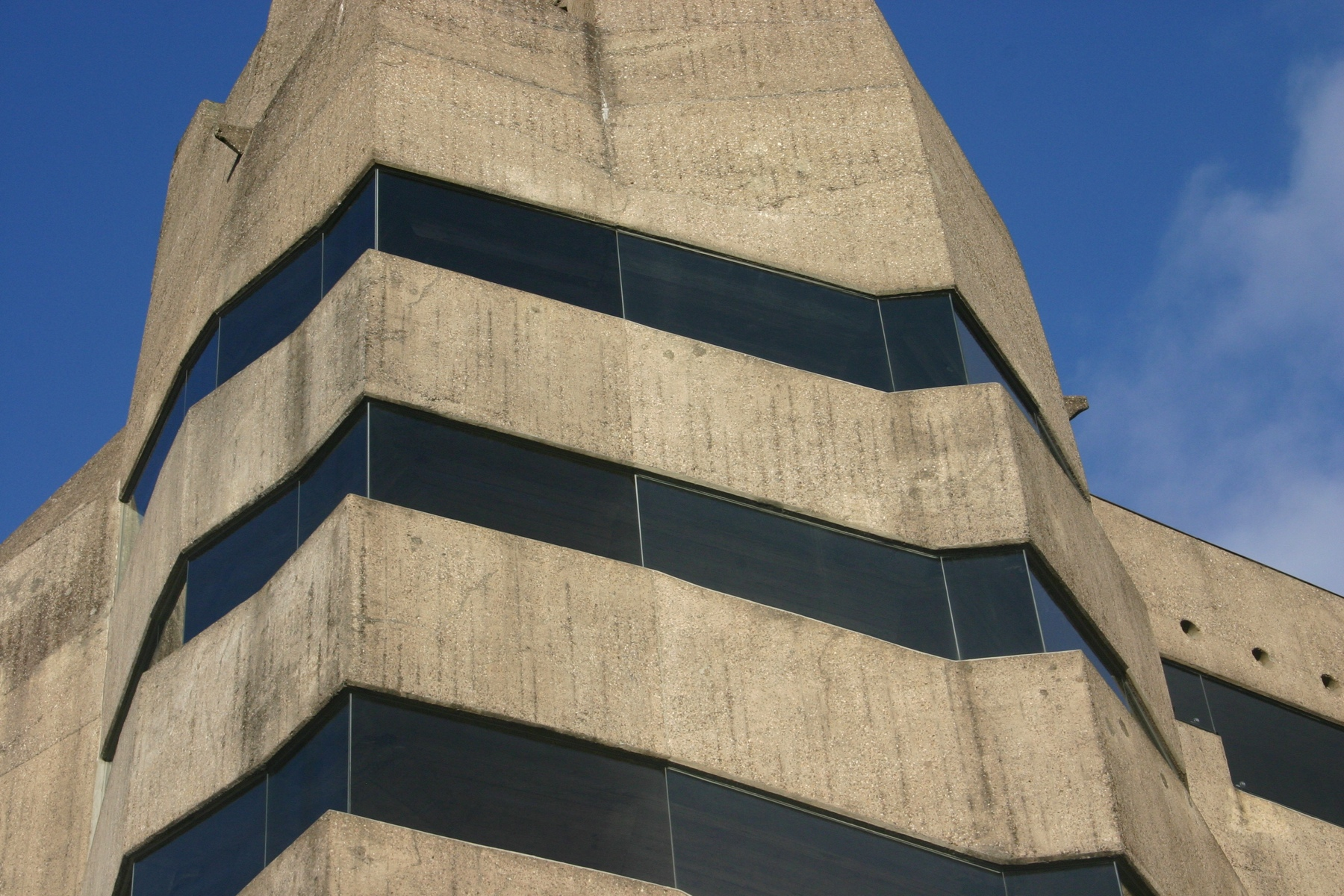
Detailansicht Treppenturm
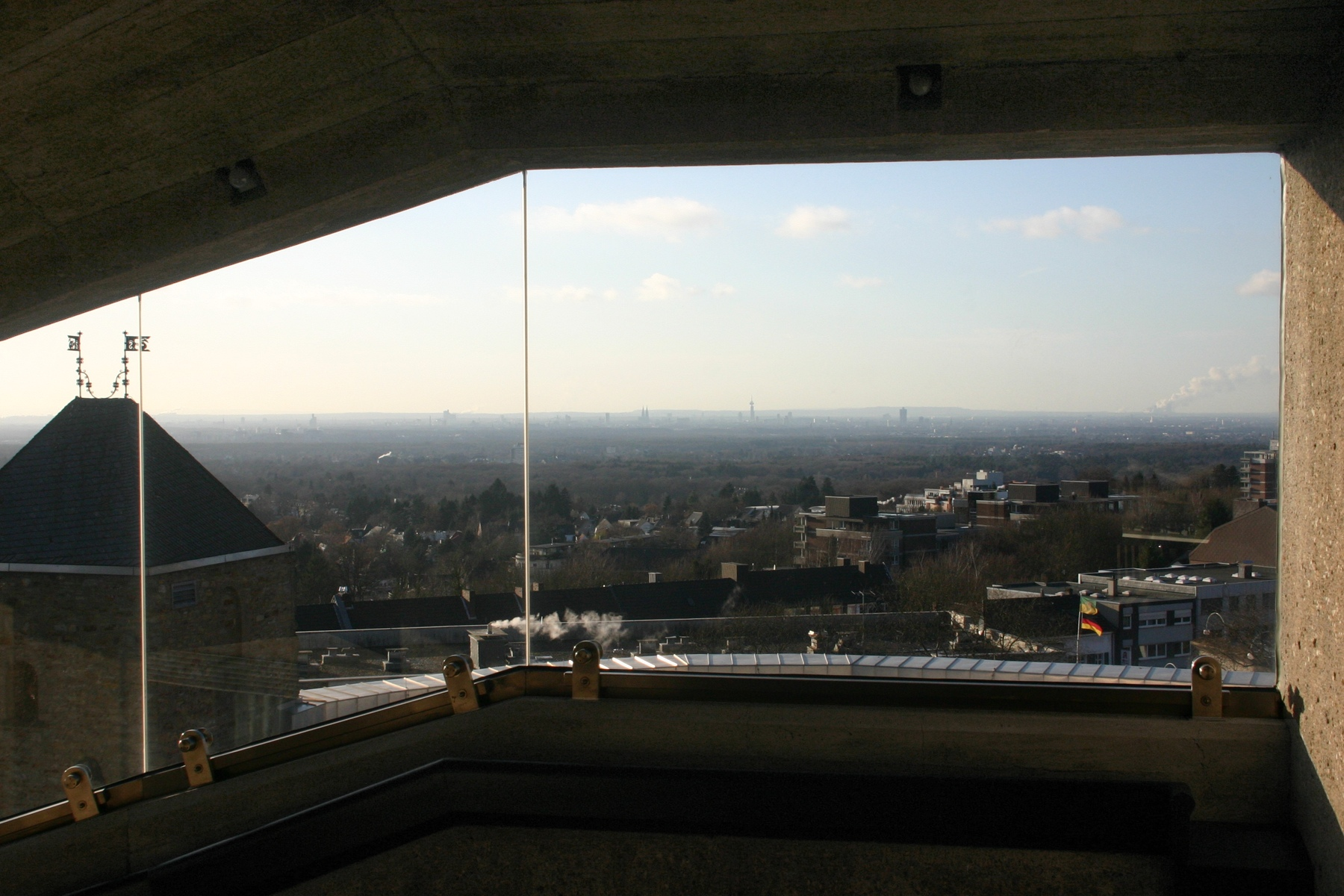
Blick aus Treppenturm in Richtung Kölner Bucht
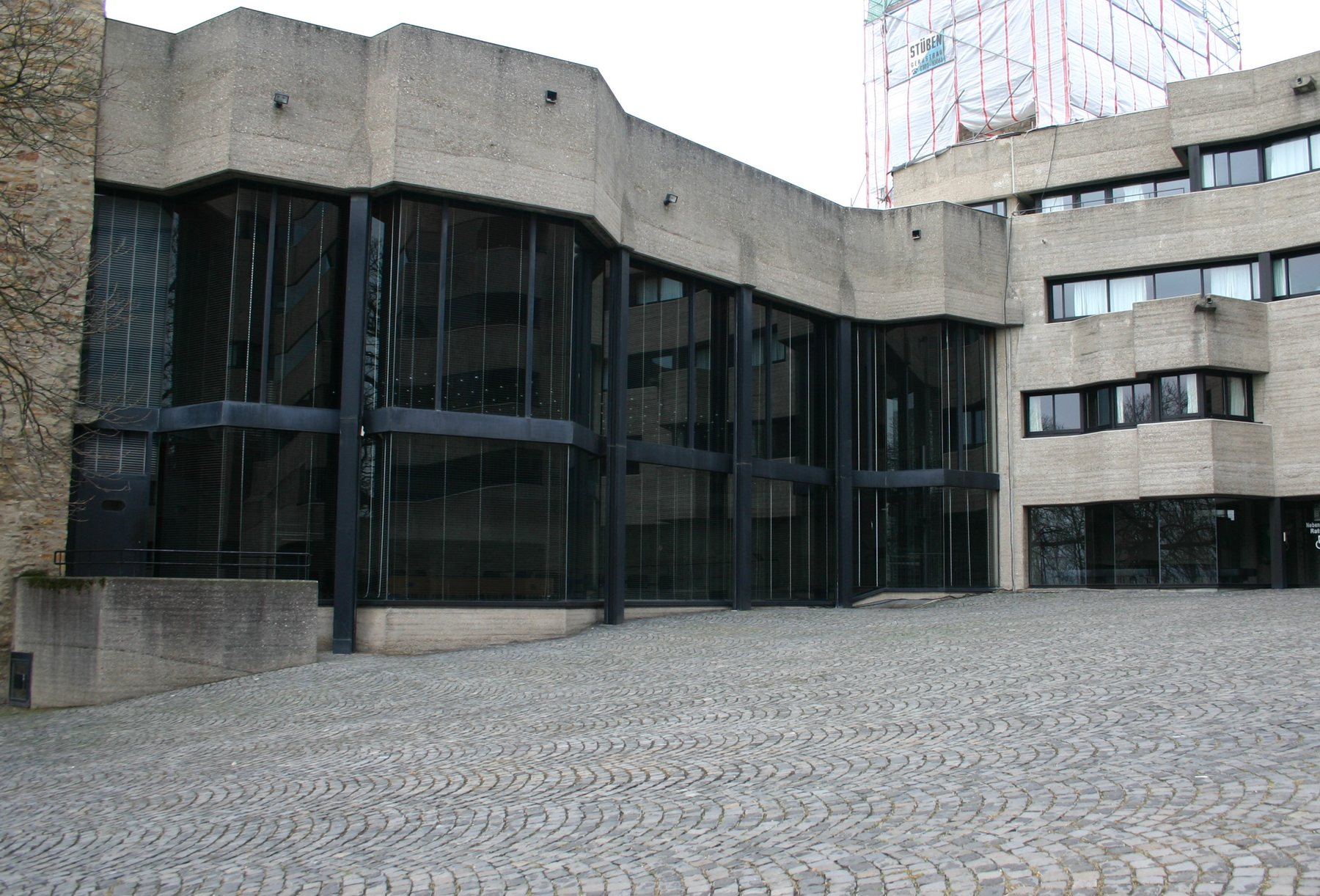
Ratssaal
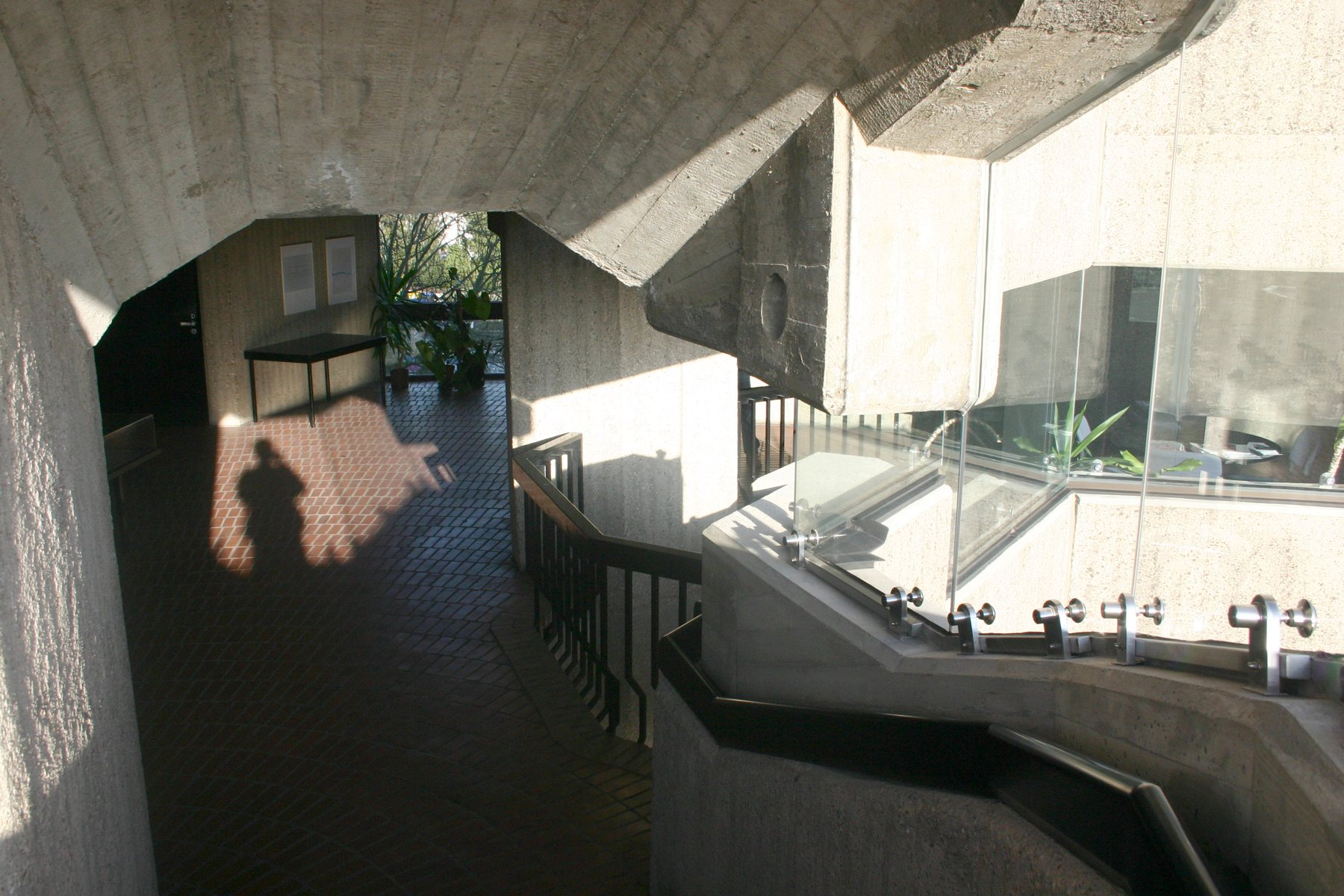
Treppenturm Innenansicht
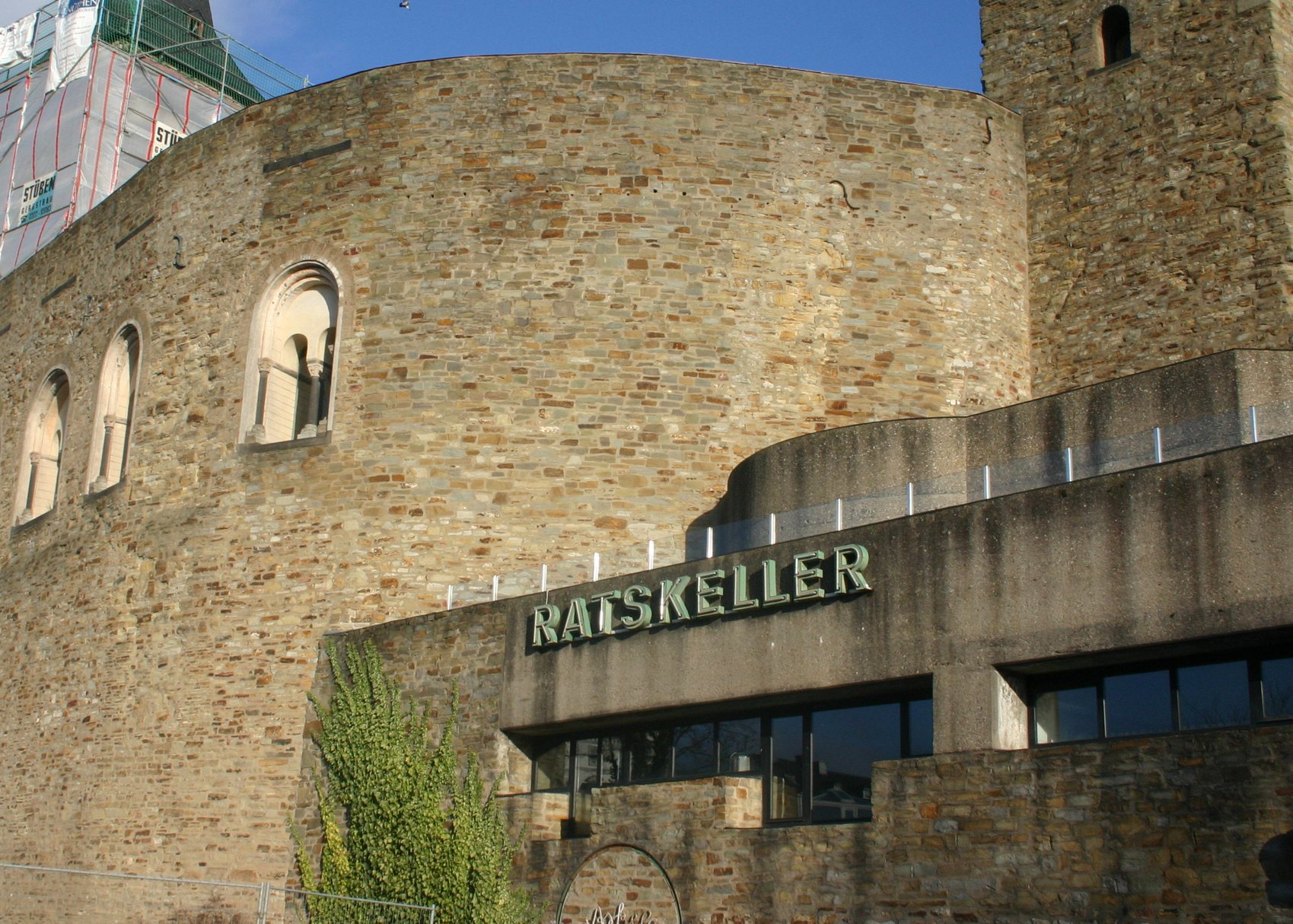
Ringmauer
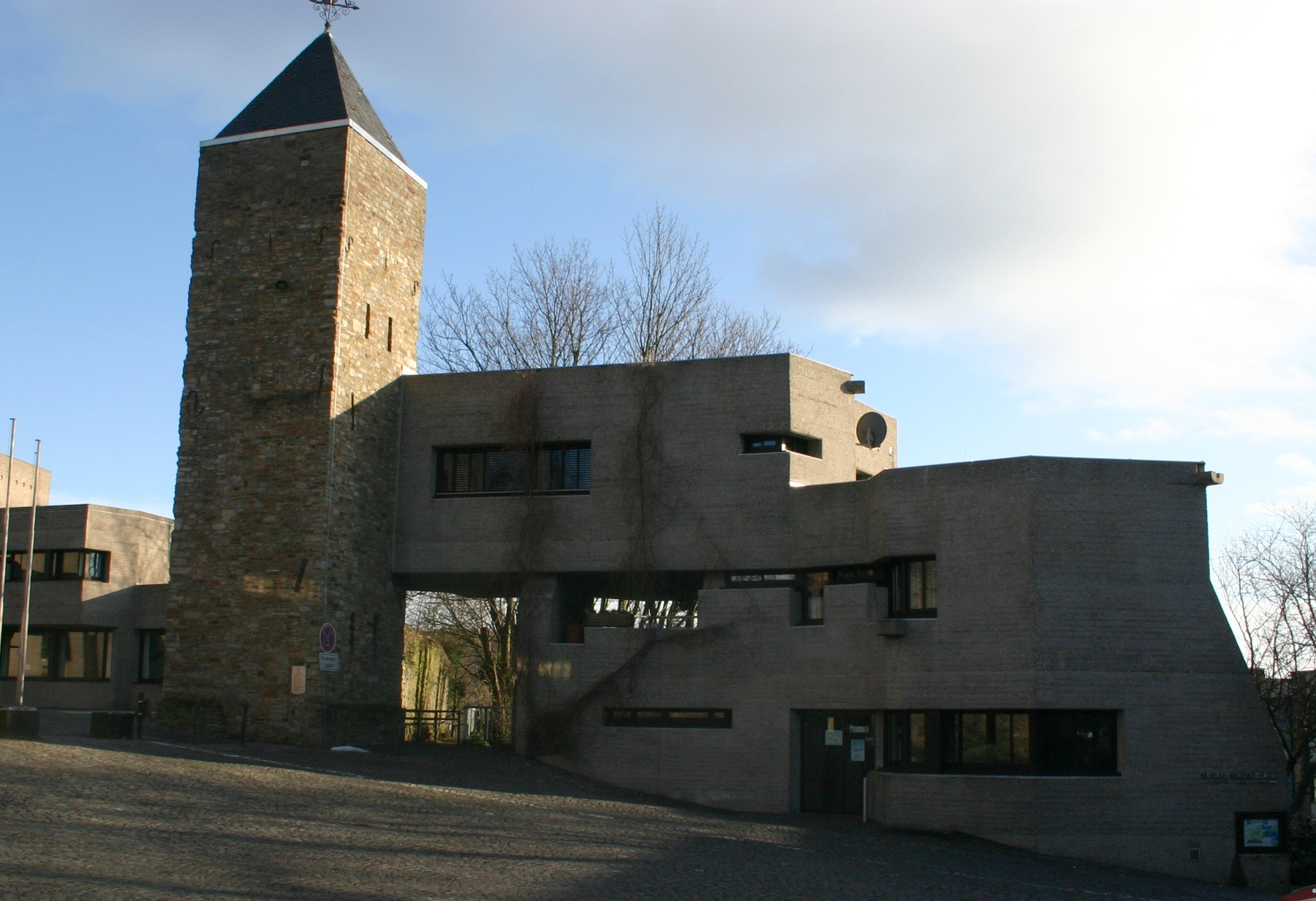
Bebauung außerhalb des Hofes
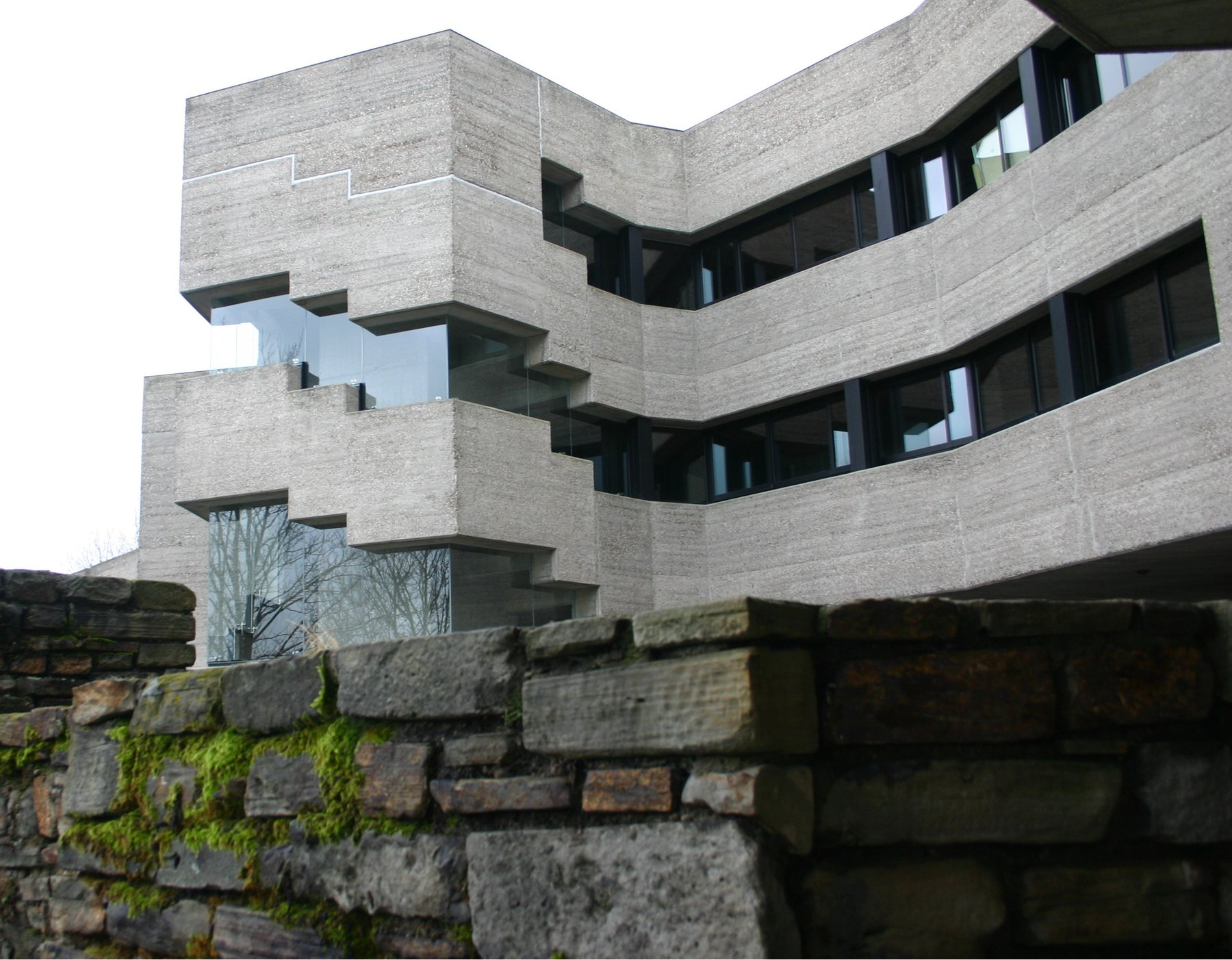
Treppenaufgang auf der Rückseite des Gebäudes
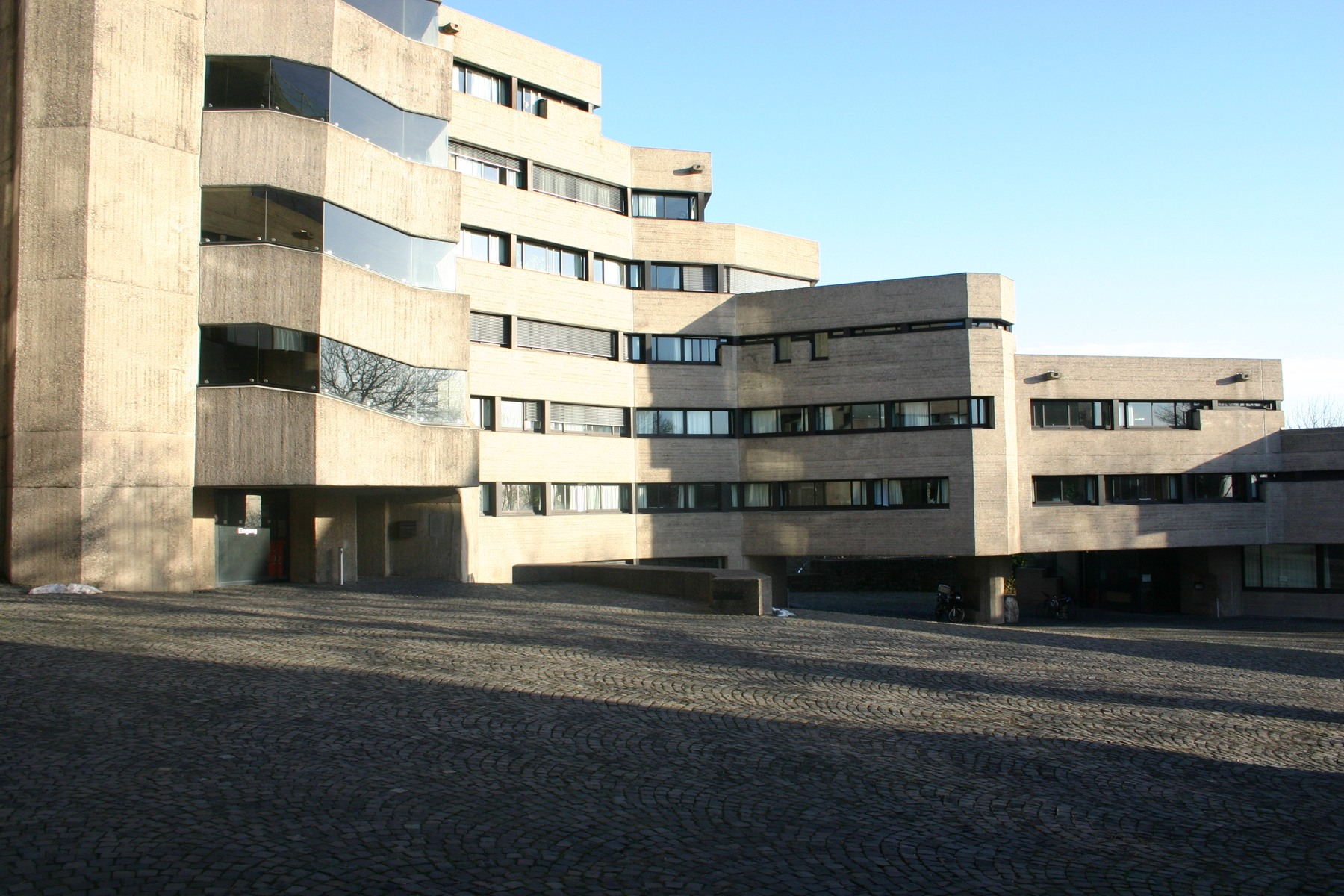
Rechter Gebäudeflügel
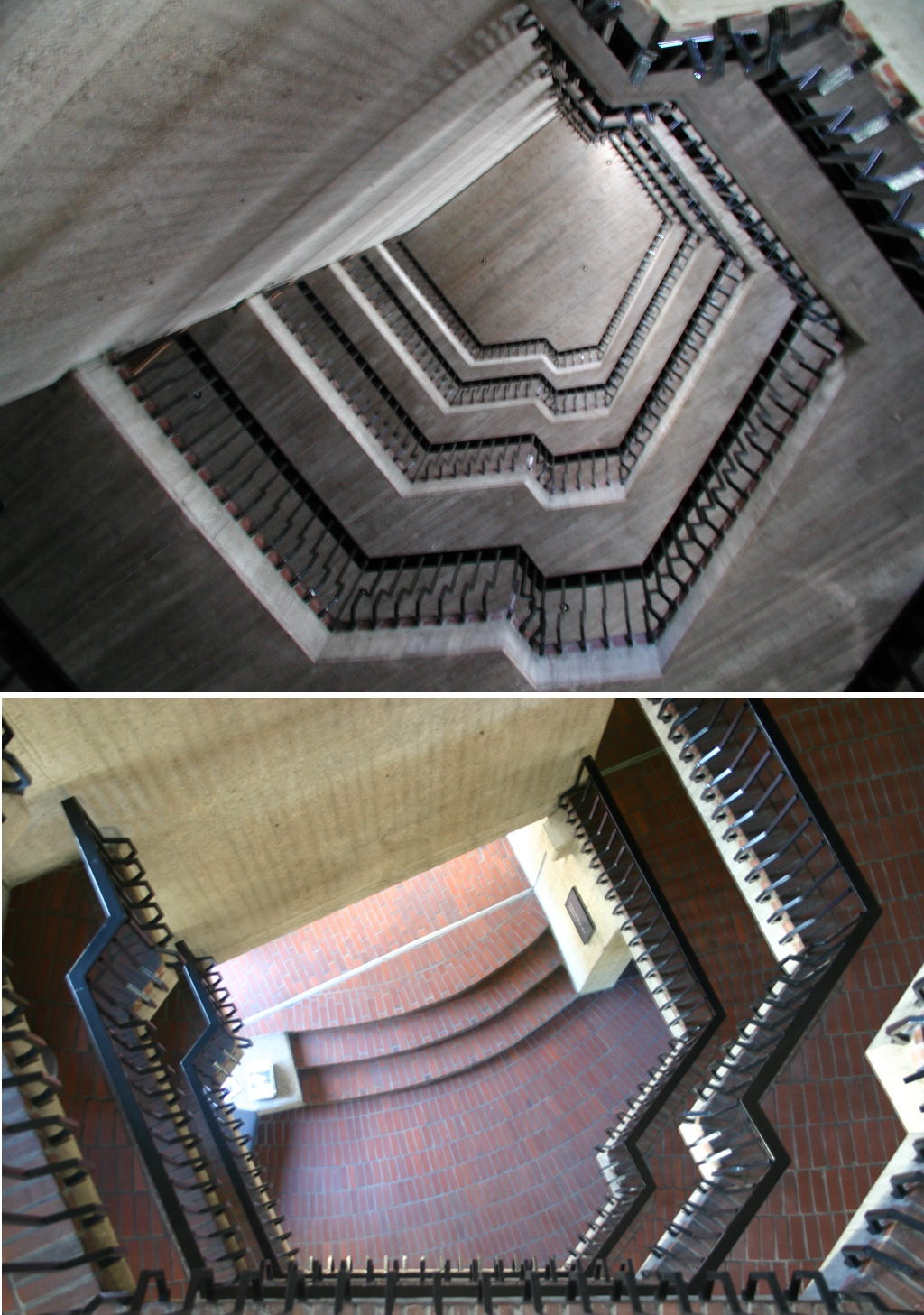
Treppenbereich Blick Richtung Dach bzw. Boden
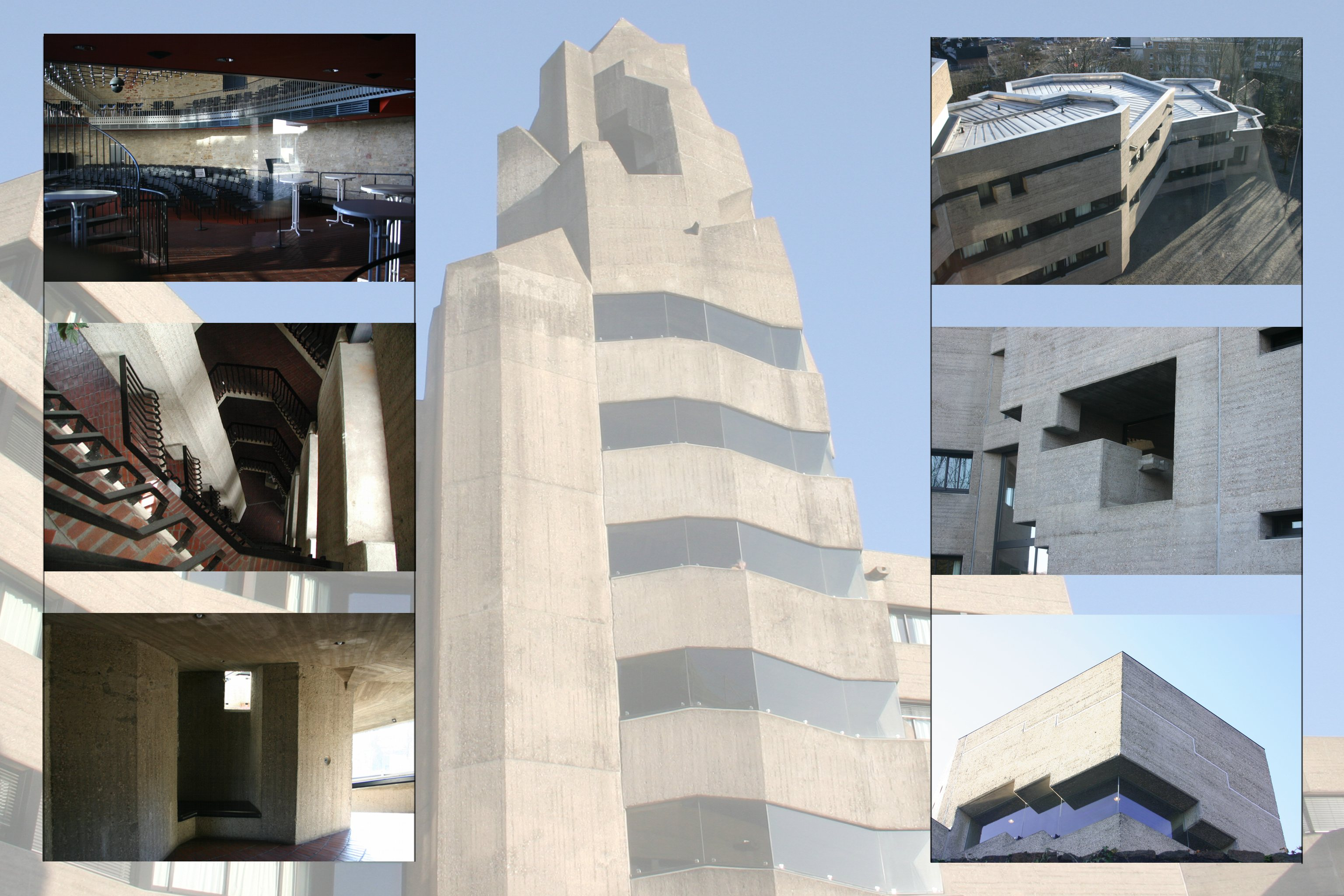
Collage Rathaus Bensberg
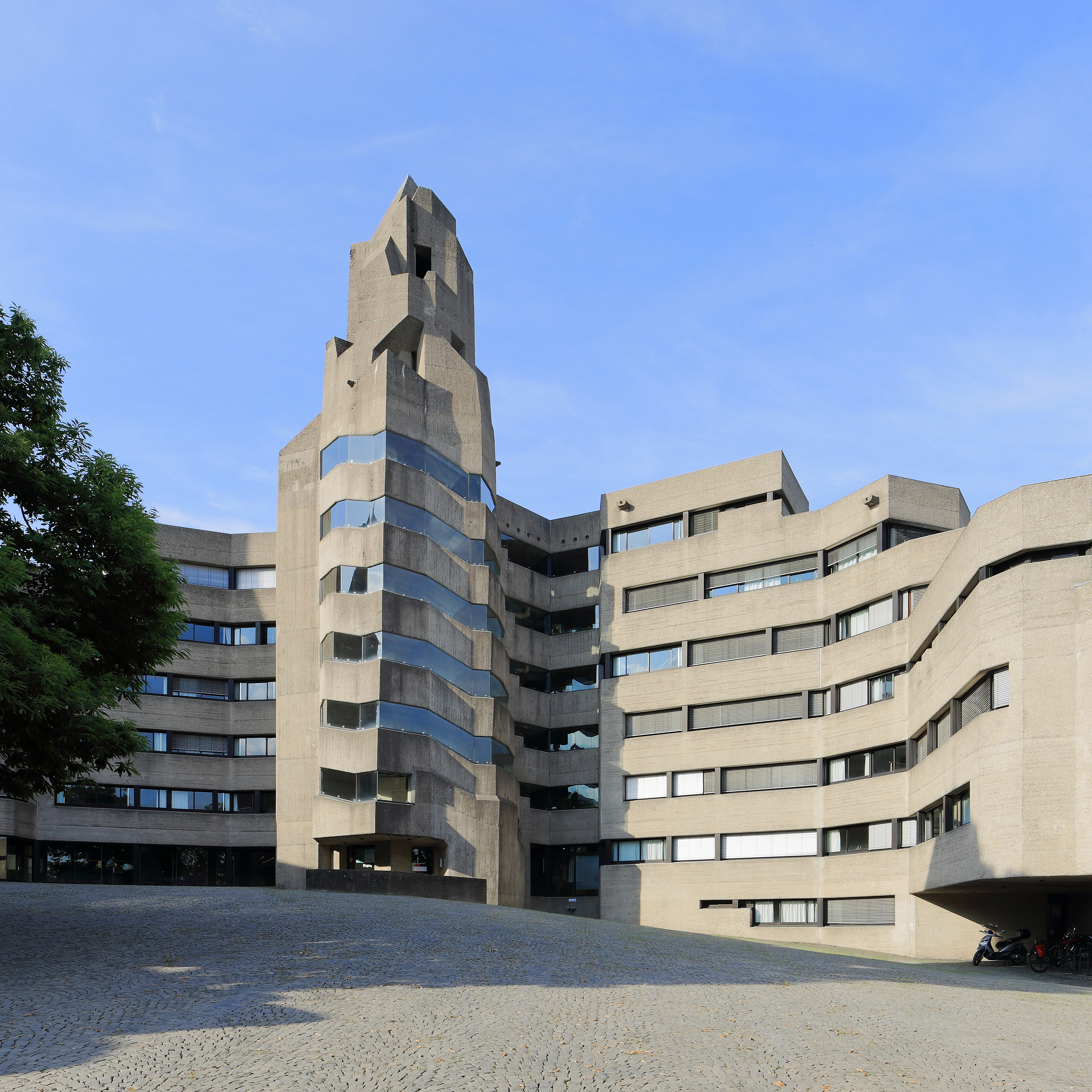
Treppenturm im Sommer 2021